# Niederrieden

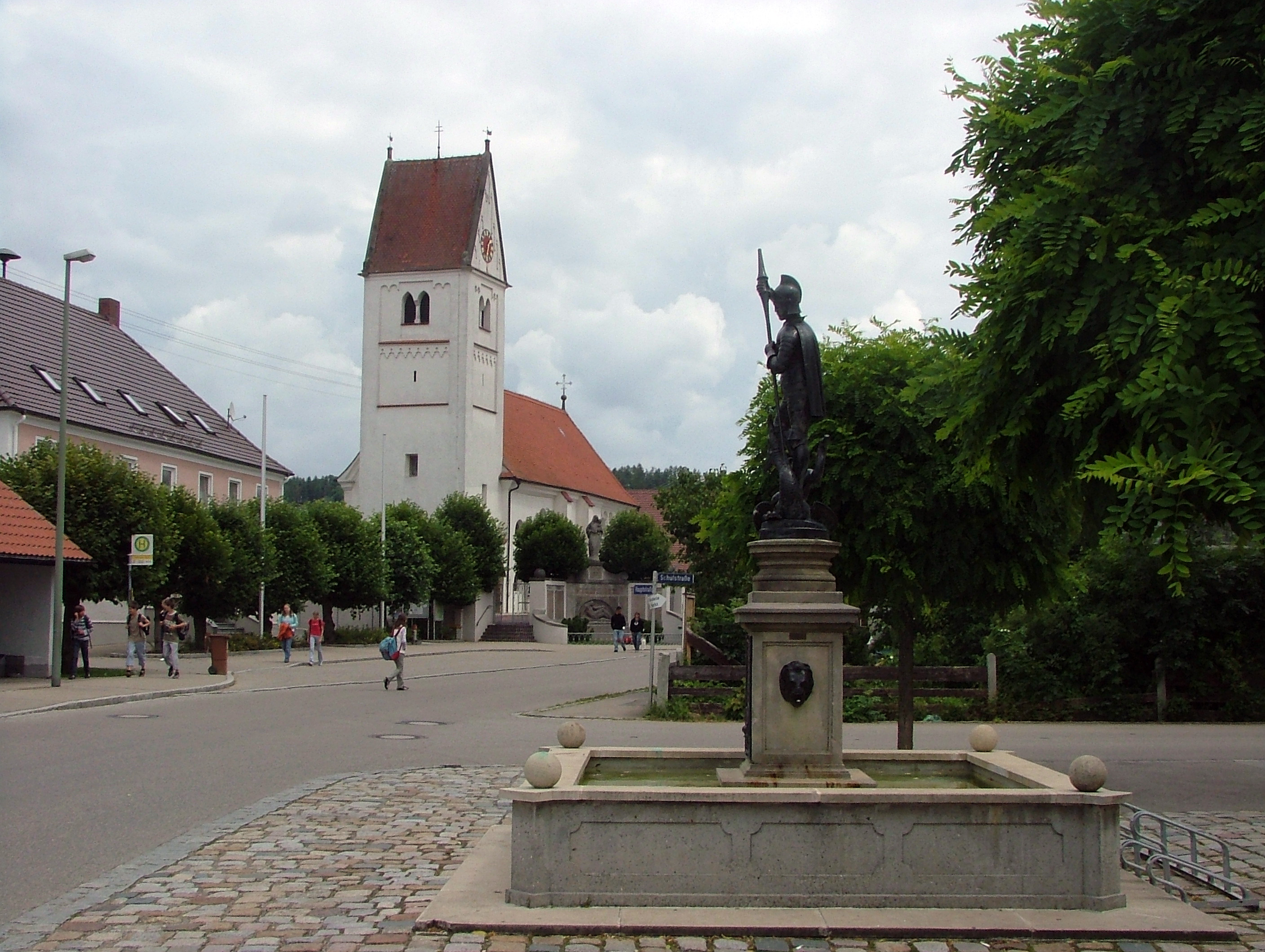
Niederrieden, Blick auf St. Georg mit Brunnen

Niederrieden ist eine Gemeinde im schwäbischen Landkreis Unterallgäu des deutschen Bundeslandes Bayern.

## Geografie

### Lage
Das Pfarrdorf Niederrieden liegt zehn Kilometer nördlich von Memmingen in der Region Donau-Iller in Mittelschwaben.

### Gemeindegliederung
Das Gemeindegebiet besteht nur aus der Gemarkung Niederrieden.
Es gibt drei Gemeindeteile (in Klammern ist der Siedlungstyp angegeben):
- Niederrieden (Pfarrdorf)
- Otterwald (Weiler)
- Weiler Niederrieden (Weiler)

Außerdem gibt es die Einzelhöfe Bergschreiner, Brucktoni, Fackler, Geiger, Lutzenberger, Nagler und Pfluger, die bis in die 1990er Jahre den Gemeindeteil Auf den Comthurbergen bildeten, seitdem zum Gemeindeteil Niederrieden zählen. Der Gemeindeteil „Auf den Comthurbergen“ wurde schließlich durch Bescheid des Landratsamtes Unterallgäu vom 5. Juni 2008 aufgehoben.

## Geschichte

### Bis zur Gemeindegründung
Niederrieden gehörte zur Reichsabtei Ottobeuren. Seit dem Reichsdeputationshauptschluss von 1803 gehört der Ort zu Bayern. Im Jahr 1818 entstand die politische Gemeinde.

### Einwohnerentwicklung
| Jahr      | 1961 | 1970 | 1987 | 1991 | 1995 | 2000 | 2005 | 2010 | 2015 |
| Einwohner | 0794 | 0917 | 1088 | 1121 | 1166 | 1210 | 1273 | 1343 | 1394 |

Zwischen 1988 und 2018 wuchs die Gemeinde von 1094 auf 1443 um 349 Einwohner bzw. um 31,9 %.

## Politik

### Bürgermeister
Bürgermeister ist Michael Büchler (CSU/Bürgerunion). Dieser wurde erstmals im Jahr 2009 gewählt, nachdem er seit 2008 kommissarisch seinen Vorgänger Josef Osterberger vertreten hatte. Am 15. März 2020 wurde er mit 95,2 % der Stimmen im Amt bestätigt.

### Gemeinderat
Die Wahl am 15. März 2020 hatte folgendes Ergebnis:
- Freie Wähler Niederrieden: 6 Sitze (48,0 %)
- CSU/Bürgerunion: 4 Sitze (32,8 %)
- Christliche Wähler: 2 Sitze (19,2 %)

Die Sitzverteilung bei der Gemeinderatswahl 2014 war wie folgt:
- Freie Wähler e. V.: 5 Sitze
- CSU/Bürgerunion: 4 Sitze
- Christliche Wähler: 3 Sitze

### Wappen
| Wappen von Niederrieden | Blasonierung: „In Rot zwei schräggekreuzte, beblätterte silberne Rohrkolben, darauf ein linksgewendeter, wachsender, aufrechter goldener Abtstab.“ |
| Wappen von Niederrieden | Wappenbegründung: Da die Gemarkung bis 1802 zum Territorium der Reichsabtei Ottobeuren des Benediktinerordens gehörte, wurde der Abtstab als Sinnbild gewählt. Auch die Farben Silber und Rot deuten auf das Reichsstift hin. Die Rohrkolben dagegen knüpfen an das Grundwort „-rieden“ des Gemeindenamens an, wodurch die Lage des Ortes am Ried dargestellt wird. Das Kolbenschilf ist eine für die stehenden Gewässer des Rieds charakteristische Pflanze und wird deshalb von jeher in der Wappenkunst als einschlägiges Motiv verwendet. Das Wappen wurde am 17. April 1963 durch Bescheid des Bayerischen Staatsministeriums des Innern genehmigt. Der Entwurf des Wappens stammt von Stiftsarchivar und Kreisheimatpfleger Aegidius Kolb, die Gestaltung übernahm der Nördlinger Rudolf Mussgnug. |

### Verwaltung
Die Gemeinde ist Mitglied der Verwaltungsgemeinschaft Boos.

## Kultur und Sehenswürdigkeiten

### Weitere Bauwerke
Seit dem Jahr 2011 betreibt der Deutsche Wetterdienst in Niederrieden einen Wetterradarturm ▼.

## Wirtschaft und Infrastruktur

### Wirtschaft einschließlich Land- und Forstwirtschaft
Es gab am 30. Juni 2018 im Ort 101 sozialversicherungspflichtig Beschäftigte; von der Wohnbevölkerung standen 643 Personen in einer versicherungspflichtigen Beschäftigung. Damit überwog die Zahl der Auspendler um 542 Personen. Die 14 landwirtschaftlichen Betriebe bewirtschafteten eine Fläche von 664 Hektar (Stand 2016).

### Bekannte Unternehmen
- Brauerei Ruhland (bekannt vor allem für ihr Mineralwasser – Remus Quelle)
- Holztechnik Hummel GmbH, Hersteller von Hobelware aus sibirischer Lärche und sibirischer Zirbe

### Erziehung und Bildung
Am 1. März 2019 gab es eine Kindertageseinrichtung mit 66 Plätzen und 50 betreuten Kindern.